# 杜瓦耶
杜瓦耶（法語：Doyet，法語發音：[dwajɛ]），法国中部市镇，位于奥弗涅-罗讷-阿尔卑斯大区阿列省，隶属于蒙吕松区，其市镇面积为27.58平方公里，2022年1月1日时人口数量为1,129人，在法国城市中排名第8,703位。
杜瓦耶位于阿列省南部偏西，蒙吕松和蒙马罗之间，连接两地的干线公路由此通过。

## 地名来源
“Doyet”一名最初于公元11世纪时以“Doyaco”的形式被记载，该名称的来源及含义尚有待考证。

## 历史
杜瓦耶的早期历史尚不清楚。中世纪时，杜瓦耶长期为波旁伯爵的一处领地。16世纪时，当地领主在此修建沙西尼奥勒城堡（château de la Chassignole）。法国大革命后，杜瓦耶成为阿列省的一个市镇。工业革命期间，途径杜瓦耶的蒙吕松－穆兰铁路建成通车；与此同时，杜瓦耶境内发现了煤炭资源，后者在阿列省议员阿马布勒·德库尔泰的批准下得到开采，杜瓦耶由此成为一座小型矿工城市，当地人口数量快速增加。20世纪初，随着杜瓦耶煤矿的关闭，当地人口数量有所下降。

## 地理

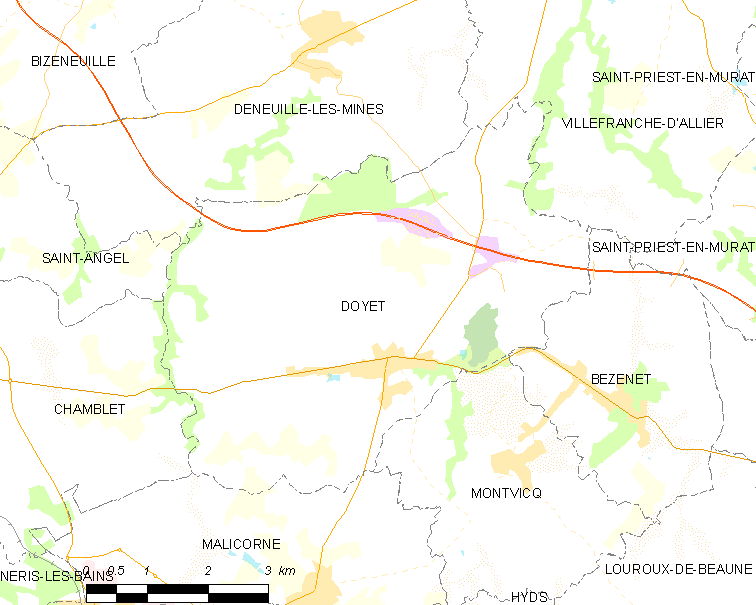
杜瓦耶市镇范围地图

杜瓦耶位于法国中部，奥弗涅-罗讷-阿尔卑斯大区西北部和阿列省西南部，距离省会穆兰大约57公里。与杜瓦耶接壤的市镇包括：贝兹内、尚布莱、德讷耶莱米讷、马利科讷、蒙维克、圣昂热勒、阿列自由城。

### 地形
杜瓦耶位于法国中央高原的北部边缘地带，该区域被称为“波旁博卡日”。杜瓦耶境内以浅丘为主，市镇中心地势较为平坦，全境海拔在254到386米之间。

### 水文
杜瓦耶位于卢瓦尔河流域范围内，一条溪流自西向东流经杜瓦耶市区南部。市区东西两侧分别为“普莱里昂湖”（Plérian）和“普朗什湖”（La Planche）。

### 植被
杜瓦耶属于温带阔叶混交林区，林地散落分布于市镇范围内的多个街区。
在鲜花城市的评比中，杜瓦耶暂未被评级。

### 气候
杜瓦耶在柯本气候分类法中属于温带海洋性气候。

## 行政区划
杜瓦耶的市镇编号为03104，邮政编号为03170。
在行政管理方面，杜瓦耶隶属于法国奥弗涅-罗讷-阿尔卑斯大区阿列省蒙吕松区；在地方选举方面，杜瓦耶隶属于科芒特里县，其市镇范围全境被划入阿列省第二选区；在社会管理方面，杜瓦耶是科芒特里-蒙马罗-内里市镇公共社区的组成部分。
法国国家统计与经济研究所（简称）在进行数据统计时，未将杜瓦耶划入任何城市核心区以及城市区（）内。自2020年起，杜瓦耶被划入包含58个市镇的蒙吕松城市辐射区代替。此外，还将杜瓦耶市镇整体看作一个“块区”（IRIS），以便于统计人口分布情况。

## 交通

### 公路
A71高速公路经过杜瓦耶市镇范围北部并设有一处休息区；此外阿列省省道D38线、D69线、D156线、D456线和D2371线在杜瓦耶境内交汇，奥弗涅-罗讷-阿尔卑斯大区下属的城际客运提供巴士线路，可前往周边部分市镇。
2018年，70.8%的杜瓦耶家庭拥有至少一辆私人汽车。2019年，杜瓦耶境内共发生各类交通事故1起，造成1人受伤。
| 11 | 15 |

| 35 | 14 |

| 穆兰 | 57 |

| 圣普尔桑 | 41 |

| 蒙吕松 | 17 |

| 代塞尔蒂讷 | 17 |

| 蒙马罗 | 13 |

| 科芒特里 | 8 |

### 铁路
杜瓦耶位于蒙吕松－穆兰铁路上，该铁路杜瓦耶附近的路段已于1969年关闭。
距离杜瓦耶最近的运营中的铁路客运车站为9公里外的科芒特里站，该站停靠往返于蒙吕松和克莱蒙费朗一线的区域列车。

### 航空
距离杜瓦耶最近的民用航空站为克莱蒙机场，距离杜瓦耶市中心的公路里程约87公里。

### 城市公共交通
截至2022年8月，杜瓦耶暂无城市公共交通系统。

## 政治
杜瓦耶的现任市长为克里斯蒂亚娜·图佐女士（Christiane TOUZEAU），她是一名无党派人士，在2020年的市政选举中获得了100.00%的支持率（无其他候选人）。
在2022年的法国总统大选中，法国极右翼政党民族阵线主席玛丽娜·勒庞在杜瓦耶获得了55.09%的支持率。

## 人口
2020年，杜瓦耶市镇人口数量为1,167，在法国排名第8,703位。其中男性579人，女性590人，75岁及以上人口占11.8%，外籍人口数量为30人，人口密度为42人/平方公里，当地居民被称为（男性）或（女性）。2020年，杜瓦耶境内出生7人，死亡人口25人。
| 杜瓦耶1901年－2019年人口变化情况 |
|                                  |
| 数据来源：Cassini、INSEE         |

## 经济
杜瓦耶是一个区域性的中心集镇。截止2022年8月，杜瓦耶市镇范围内共有各类用人单位（包含自雇）138家，平均历史为26年，其中98.48%为中小型企业（PME），2022年6月至8月间，当地的经济活力指数为0.72%。（砖窑）和（公路交通运输）是当地2021年营业额最高的三个企业，分别为3,650,234欧元和32,200欧元。

## 财政与居民收入
2020年，杜瓦耶的财政收入总额为1,170,230欧元，财政支出总额为897,650欧元，当年的债务总额为1,251,970欧元。2021年，杜瓦耶市镇共获得194,421欧元的国家财政补助，比上一年减少了1.03%。
2020年，杜瓦耶的人均月收入总额为1,824欧元，低于法国平均水平（2,303欧元）。
2018年，杜瓦耶境内的青壮年（15至64岁）失业率为13.2%，当地47.0%的家庭拥有纳税资格，平均纳税1,603欧元，低于法国平均水平（3,910欧元）。

## 社会事务

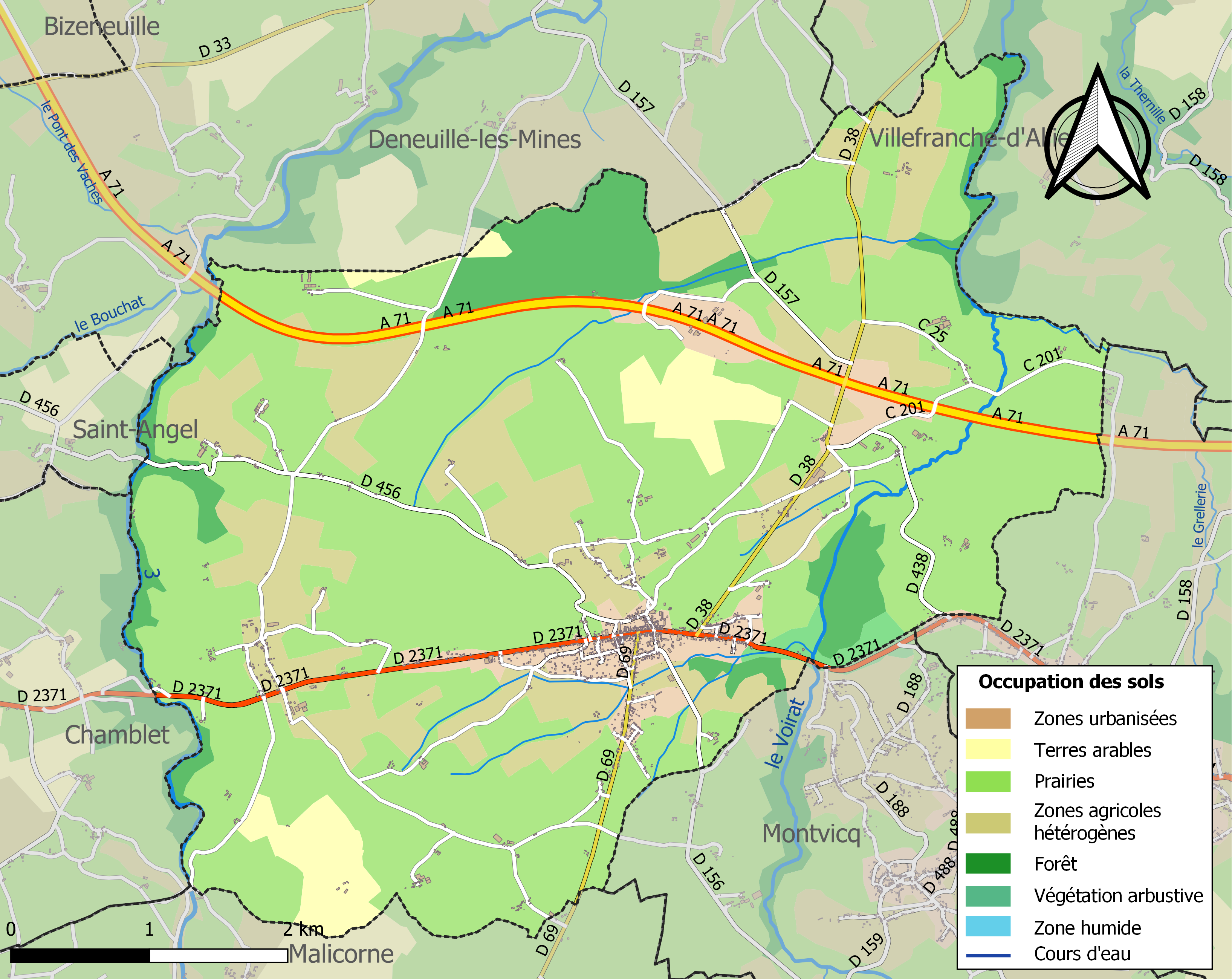
杜瓦耶土地利用情况地图

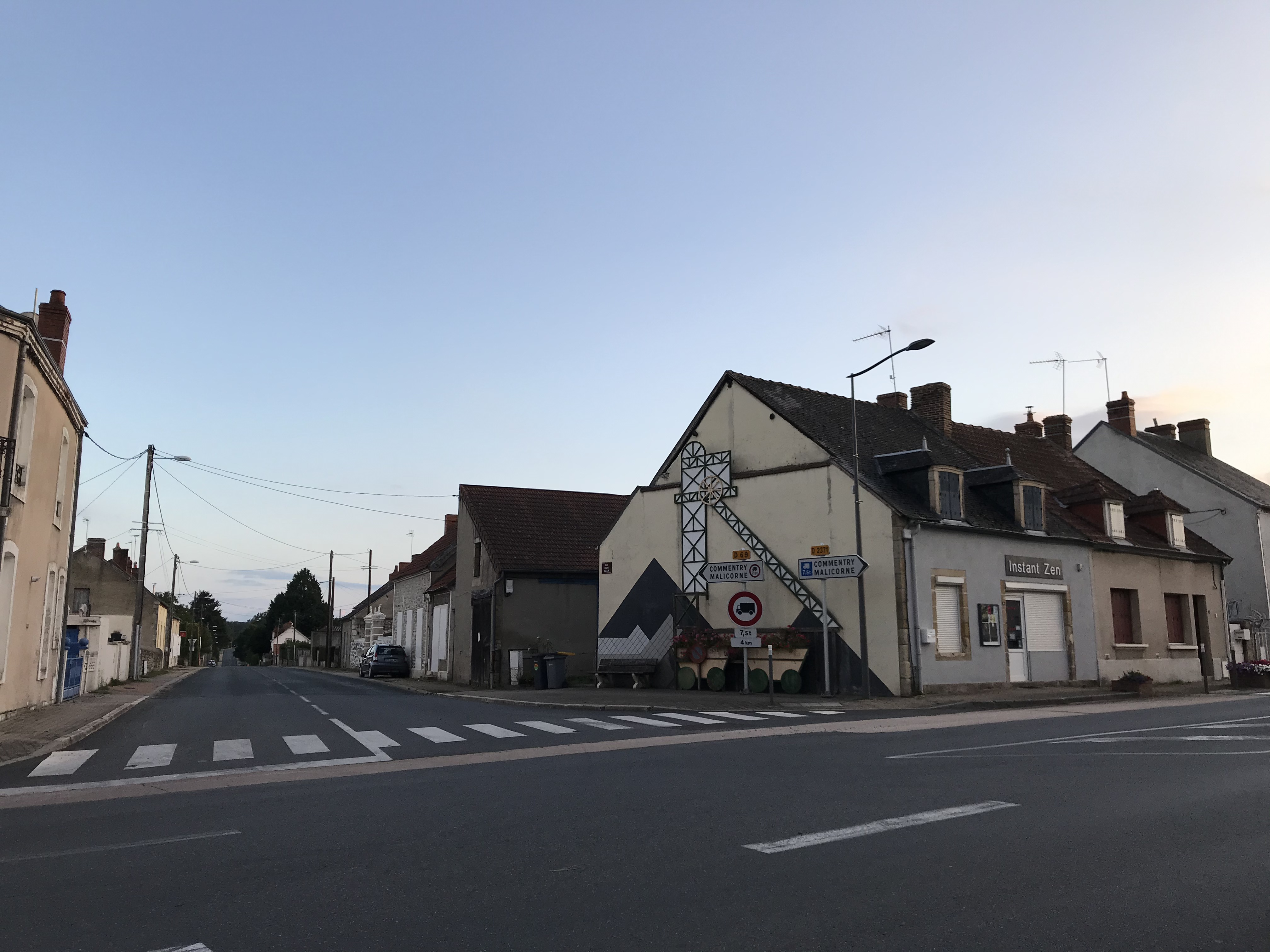
杜瓦耶镇中心

### 教育
杜瓦耶属于克莱蒙费朗学区。截止2020年1月1日，杜瓦耶境内共有1所小学和1所初级中学。2018至2019学年度，杜瓦耶境内共有在校中等教育阶段学生161名。

### 医疗
截止2020年1月1日，杜瓦耶境内共有全科医生2名。境内共有药房1家。
距离杜瓦耶最近的区域性医疗机构为蒙吕松中心医院（Centre Hospitalier de Montluçon），其主病区位于蒙吕松市区，距离杜瓦耶的正常车程约20分钟，该院设有床位396个，是当地规模最大的公立综合性医院。

### 住房
2018年，杜瓦耶境内共有各类住房695套，其中91.2%为独立式居民区，7.8%为集中式居民区。常住房屋占杜瓦耶市镇范围内居民建筑总量的78.6%。
在住房保障政策方面，2020年，杜瓦耶境内共有67户家庭获得了住房经济补助，受益人数占总人口数量的5.7%，其中55份为房租补助。

### 商业
2019年，杜瓦耶境内共有各类实体商铺22家，其中餐厅2家、面包房1家、美容美发店2家、汽车维修店3家。

### 体育
2020年，杜瓦耶境内共有1间体育馆、2处网球场以及1处足球或橄榄球场。
截至2022年8月，杜瓦耶境内暂无任何注册足球俱乐部。贝泽内-杜瓦耶足球俱乐部（Bezenet Doyet Football，编号582302）的注册地址位于贝泽内，该队成立于2017年，其主队2022至2023赛季参加奥弗涅-罗讷-阿尔卑斯大区足球联赛丙组（法国第八级别），其主场为位于贝泽内的乔治·比多球场（Stade Georges Bideau）。

### 环境
杜瓦耶的环境事务由其所属的科芒特里-蒙马罗-内里市镇公共社区联合各级政府协调负责。2019年，杜瓦耶境内暂无污染企业。

### 治安
杜瓦耶及其附近的共83个市镇是蒙吕松国家宪兵队（zone gendarmerie de Montluçon）的管辖范围。2020年，该宪兵队累计记录各类案件1,185起，其中盗窃类案件549起，经济类案件189起，毒品交易类案件64起。

## 文化

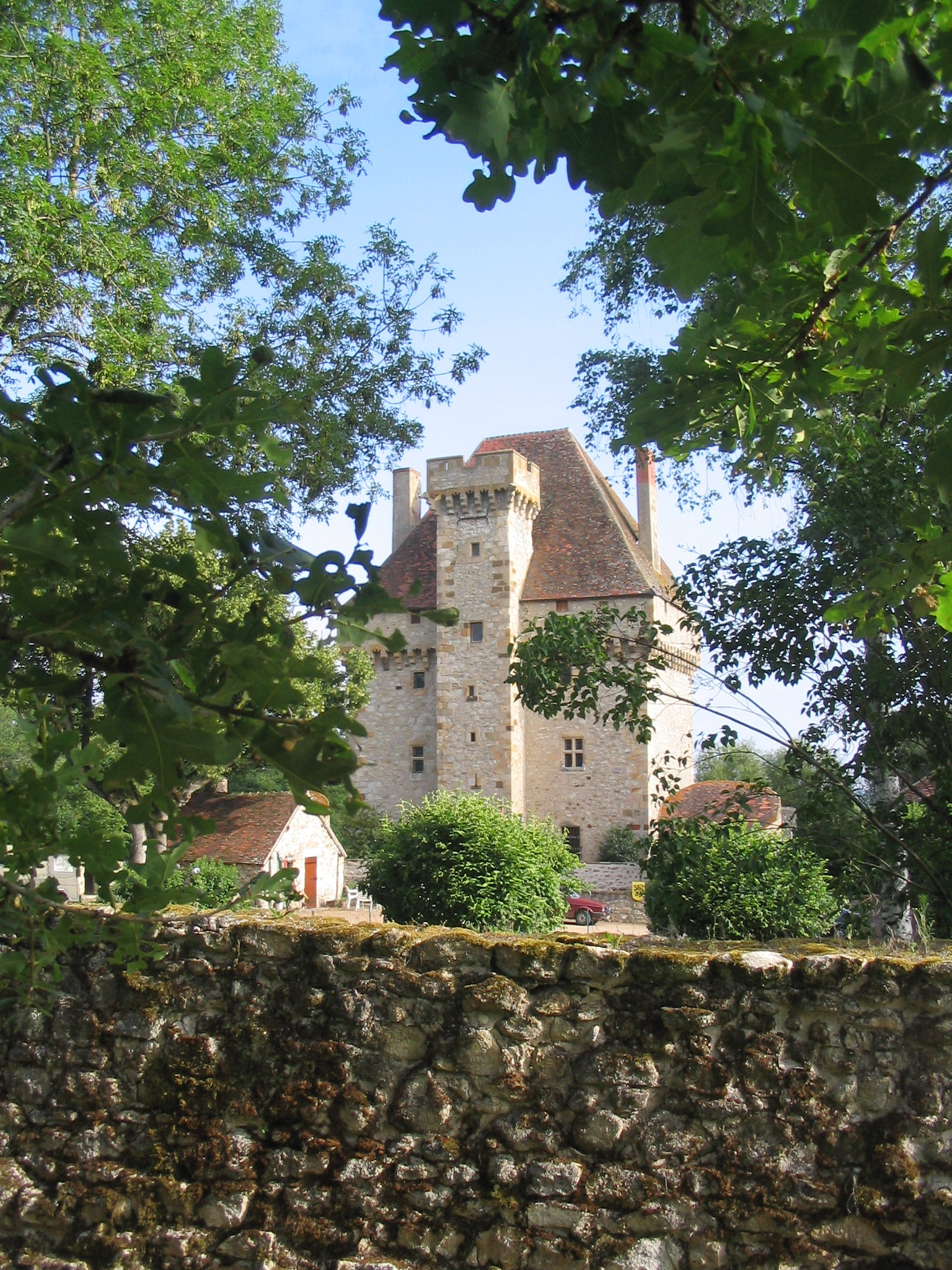
拉苏什城堡

2020年，杜瓦耶境内暂无任何文化设施。杜瓦耶市政府提供多媒体中心，每周四下午向公众开放。

### 建筑
杜瓦耶境内有多处历史建筑，其中拉苏什城堡为法国国家文物保护单位。

### 旅游
杜瓦耶的旅游事务由其所属的科芒特里-蒙马罗-内里市镇公共社区负责。2021年，杜瓦耶境内共有1家酒店共计18间房间。

### 媒体
法国主要的媒体均可在杜瓦耶接收，法国电视三台下属的奥弗涅-罗讷-阿尔卑斯大区频道在部分时段播出杜瓦耶所属区域的地方新闻。《山地报》、蓝色法兰西奥弗涅地区广播、震动广播、Scoop广播等是当地主要的地方性媒体。

## 相关人物
阿列省议员阿马布勒·德库尔泰逝世于杜瓦耶。

## 友好城市
截至2022年8月，杜瓦耶暂未建立任何友好城市关系。